# Polimorfismo distorsivo
Polimorfismo distorsivo, in mineralogia è quel tipo di reazione polimorfa in cui la riorganizzazione strutturale necessaria per passare da una forma polimorfa ad un'altra è molto piccola e richiede quindi poca energia.
La struttura viene in genere lasciata completamente intatta e non si rompono legami fra gli ioni; è sufficiente un piccolo spostamento degli atomi o degli ioni e piccole variazioni degli angoli di legame (kinking) per ottenere due diverse strutture con minore simmetria.
Questo tipo di trasformazione avviene istantaneamente ed è facilmente reversibile.
A titolo di esempio possiamo immaginare una struttura ipotetica costituita da un reticolo infinito di tetraedri, quindi una struttura piuttosto aperta a simmetria elevata. Questa sarà la forma polimorfa ad alta temperatura. Invece lo stesso reticolo con una disposizione dei tetraedri meno simmetrica e più collassata da un lato a dall'altro darà origine a due strutture a minore simmetria che potranno rappresentare il polimorfo a bassa temperatura.
Una trasformazione di questo tipo avviene quando il polimorfo di SiO2 quarzo-β si raffredda al di sotto dei 573 °C (a pressione atmosferica) e riorganizza la sua struttura in quella del quarzo-α; la differenza fra le due forme di quarzo è espressa nei loro gruppi spaziali, come si evince nella tabella qui sotto, e può essere rappresentata in una proiezione basale della struttura per entrambe le forme.
La disposizione strutturale nella forma di bassa temperatura è leggermente meno simmetrica e impercettibilmente più densa rispetto alla forma di alta temperatura. La transizione da quarzo-β a quarzo-α può essere vista come il risultato della rotazione dei legami atomici della struttura del quarzo-β. poiché la forma di alta temperatura del quarzo (quarzo-β) ha una simmetria più elevata rispetto a quella della forma di bassa temperatura, la transizione può indurre la comparsa di geminazione (geminati per trasformazione).
Tali geminati, chiamati geminati del Delfinato, rappresentano un'espressione a grande scala della presenza di unità strutturali opposte e invertite nella struttura del quarzo-α.
Esempi di minerali polimorfi e loro caratteristiche:
| Composizione | Minerale       | Sistema cristallino | Gruppo spaziale | Durezza | Peso specifico |
| C            | Diamante       | Cubico              | Fd3m            | 10      | 3,52           |
| "            | Grafite        | Esagonale           | P63/mmc         | 1       | 2,23           |
| FeS2         | Pirite         | Cubico              | Pa3             | 6       | 5,02           |
| "            | Marcasite      | Ortorombico         | Pnnm            | 6       | 4,89           |
| CaCO2        | Calcite        | Romboedrico         | R3c             | 3       | 2,71           |
| "            | Aragonite      | Ortorombico         | Pnam            | 3,5     | 2,94           |
| SiO2         | Quarzo-α       | Trigonale           | P3121           | 7       | 2,65           |
| "            | Quarzo-β       | Esagonale           | P6222           | 7       | 2,53           |
| "            | Tridimite-β    | Esagonale           | P63/mmc         | 7       | 2,20           |
| "            | Tridimite-α    | Ortorombico         | C2221           | 7       | 2,26           |
| "            | Cristobalite-β | Cubico              | Fd3m            | 6,5     | 2,20           |
| "            | Cristobalite-α | Tetragonale         | P41212          | 6,5     | 2,32           |
| "            | Coesite        | Monoclino           | C2/c            | 7,5     | 3,01           |
| "            | Stishovite     | Tetragonale         | P42/mnm         | 7,5     | 4,30           |